# Saladino de Brito
Saladino de Brito (Nasceu em Óbidos-PA, no dia 6 de setembro de 1906 — e faleceu em Belém-PA, no dia 18 de agosto de 1976) foi um poeta brasileiro.

## Biografia
Conhecido por seus admiradores como o Poeta Obidense, foi casado com Altamira Nogueira de Brito com quem teve oito filhos, sendo cinco mulheres e três homens, todos, assim como ele, nascidos na cidade de Óbidos. Sua vida foi inteira dedicada a sua querida cidade da qual se orgulhava muito; era um ufanista convicto pela Amazônia e visionário, prevendo muitos dos problemas da região.
Teve uma vida muito dura, com uma doença no sistema respiratório intercalada de fases boas e bastante ruins que acabaria no final lhe tirando a vida. Com isso nunca teve uma estabilidade financeira, deixando para sua esposa e filhos apenas o seu melhor feito, suas poesias escritas a mão livre, reunidas em oito álbuns; e só muitos anos após sua morte teve uma pequena coletânea publicada, graças aos esforços de um conterrâneo seu, o Sr. Célio Simões de Souza que conseguiu junto a Secretaria da Fazenda do Estado do Pará um apoio para a edição e publicação do livro.
Quando tinha saúde ele era um cidadão bastante atuante na sua comunidade, criou na década 60 o jornal "O Amazônico", algumas de suas obras poéticas foram criações de hinos para instituições de ensino da cidade, destacando-se os hinos dos grupos Inglês de Sousa, Maria Madalena Printes, Profº José Barroso Tostes e o principal de todos que foi o hino oficial da cidade de Óbidos, oficializado pela Lei Municipal No 2.600 de 27 de Junho de 1974. 
Sua biografia é enriquecida com declarações como a do poeta Ruy Barata, que diz que aprendeu que podia fazer letras de músicas, ainda na mocidade, com o poeta Saladino em Óbidos.  Ele viveu ao longo dos seus 69 anos intensamente suas maiores paixões, sua região Amazônica e às mulheres, as quais dedicou a maior parte de sua obra. Sua herança foi seu passado honrado, seu amor por nossa terra e suas poesias maravilhosas.
Hino de Óbidos - PA  - Autor: Saladino de Brito
Sentinela que guarda riqueza
deste vale imenso sem par;
podes bem ser chamada princesa,
das belezas do grande Rio-Mar.
Os teus filhos são bem brasileiros,
são valentes e sabem lutar.
E trabalham ao sol altaneiros,
sempre avante, não sabem parar!
Óbidos, és minha terra,
Óbidos, és meu torrão,
Óbidos, estás inteira,
dentro do meu coração.

Já tens glória passada que a história,
podes bem com justiça assentar;
não são gestos falazes que a vitória,
que soubeste tão bem conquistar.
És a filha do Rio Amazonas
e conheces o seu murmurar:
onde estás é a única zona,
por onde ele tem que passar !
Óbidos, és minha terra,
Óbidos, és meu torrão,
Óbidos, estás inteira,
dentro do meu coração.
Tuas noites são bem estreladas,
e o teu céu é mais puro azul.
E são claras as tuas madrugadas,
quando sopra o vento taful.
És rincão da terra brasileira,
na Amazônia és forte e viril,
vives sob a mesma bandeira,
que tremula em todo o Brasil!